# Plitvička Jezera (miejscowość)
Plitvička Jezera – wieś w Chorwacji, w żupanii licko-seńskiej, w gminie Plitvička Jezera. W 2011 roku liczyła 315 mieszkańców.